# Beketow Mátyás
Beketow Mátyás (eredeti nevén Matvej Ivanovics Beketov) (Orjol, Oroszország, 1867. november 16. – Budapest, 1928. szeptember 5.) bohóc, műlovar, cirkuszigazgató, a Városi Cirkusz (a mai Fővárosi Nagycirkusz elődje) egykori bérlője.

## Életpályája
1904. április 30-án Beketow Mátyás, a Városi cirkusz újdonsült bérlője látványos műsorral nyitotta meg a Városi Cirkuszt, melyet saját költségén újított fel. A cirkusznak ettől kezdve 1934-ig Beketow Cirkusz volt a neve (Beketow Mátyás halála után fia, Sándor lett az igazgató.)
Beketownak Dániában, Olaszországban és Bécsben is volt cirkusza. Bécsből való hazatérése közben, a hajón öngyilkosságot követett el 1928 szeptemberében.

## Emlékezete
Sírja Budapesten a Fiumei úti sírkertben található. [43-3-43]

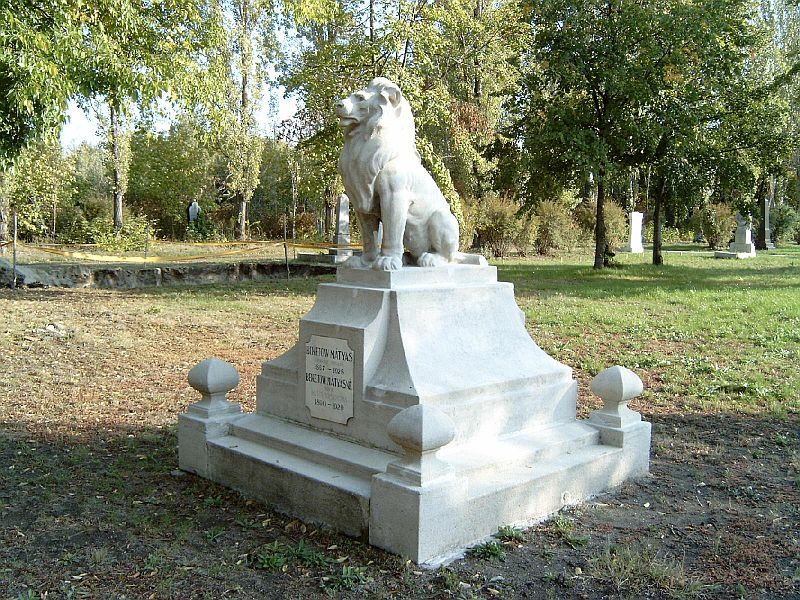
Sírja a Fiumei úti sírkertben (43-3-43)